# Chapelle Notre-Dame-des-Fleurs de Locarn
Pour les articles homonymes, voir Chapelle Notre-Dame-des-Fleurs.
La chapelle Notre-Dame des Fleurs est une chapelle située dans la commune française de Locarn dans le département des Côtes-d'Armor, en région Bretagne. 

## Histoire
On y trouve un fenestrage réemployé du XIVe ou XVIe siècle. Durant la restauration de l'autel en 1972, une pierre appartenant à un dolmen est découverte : cette pierre sert aujourd'hui de table d'autel.